# Терпугов, Александр Фёдорович
Александр Фёдорович Терпугов (26 октября 1939 — 7 ноября 2009) — российский учёный в области теории вероятностей и математической статистики, заслуженный деятель науки РФ (1999).

## Биография
Родился 26 октября 1939 г. в Томске. Отец, Фёдор Иванович (1907—1971), — старший преподаватель кафедры физической и коллоидной химии ТГУ, мать Сарра Захаровна (дев. Штамова, 1910—1965), сестра Я. З. Штамова, преподавала химию в Томском фармацевтическом училище.
Учился в начальной школе № 29, средних школах № 8 и № 45, последнюю окончил в 1956 г. с золотой медалью. В 1956—1961 гг. студент радиофизического факультета Томского государственного университета, специальность «Радиофизика и электроника»
Оставлен ассистентом на кафедре электронной и вычислительной техники. С 1 сентября 1964 г. перешёл на кафедру статистической радиофизики и общей теории связи, с 1 декабря того же года доцент, с 1 сентября 1965 г. — заведующий кафедрой. В марте 1966 г. присвоено учёное звание доцента.
С 01.09.1969 — старший научный сотрудник. С 01.10.1970 — доцент кафедры прикладной математики, с 01.10.1971 — и. о. заведующего кафедрой теоретической кибернетики, с 01.09.1972 — заведующий кафедрой теории вероятностей и математической статистики.
Утвержден в учёном звании профессора 7 июня 1974 г.
С 1.09.1999 по 7.11.2009 — профессор кафедры прикладной информатики. С 1.10.1970 по 13.10.1975 г. и с 1.03.1976 по 26.04.1977 г. — декан факультета прикладной математики. С 6.10.1975 по 1.03.1976 г. — проректор по учебной работе ТГУ.
Читал курсы:
- «Математический анализ»;
- «Функциональный анализ»;
- «Теория вероятностей»;
- «Математическая статистика»;
- «Теория случайных процессов»;
- «Управляемые случайные процессы»;
- «Теория массового обслуживания»;
- «Исследование операций»;
- «Анализ временных рядов»;
- «Статистическое моделирование экономических систем»;
- «Радиолокация».

С 1964 г. кандидат, с 1972 г. доктор физико-математических наук.
Автор свыше 200 работ, в том числе 3 монографий и 5 учебных пособий. Сочинения:
- Статистические методы в оптической локации / Н. А. Долинин, А. Ф. Терпугов. — Томск : Изд-во Том. ун-та, 1982 (вып. дан. 1983). — 256 с. : ил.; 20 см.
- Экономико-математическое моделирование : учебное пособие для студентов высших учебных заведений, обучающихся по специальности «Математические методы в экономике» и другим экономическим специальностям / В. И. Степанов, А. Ф. Терпугов. — Москва : Академия, 2009. — 111, [1] с. : ил., табл.; 21 см. — (Высшее профессиональное образование. Экономика и управление).; ISBN 978-5-7695-5423-0
- Теория вероятностей и случайных процессов : учебное пособие для студентов высших учебных заведений, обучающихся по специальностям : 010501-Прикладная математика и информатика, 080116-Математические методы в экономике / А. А. Назаров, А. Ф. Терпугов. — Томск : Изд-во науч.-технической лит., 2006. — 199, [1] с.; 21 см. — (Инновационная образовательная программа / М-во образования и науки РФ, Федеральное агентство по образованию, Томский гос. ун-т).; ISBN 5-89503-316-4
- Теория массового обслуживания : учеб. пособие для студентов, обучающихся по специальностям 010200 (010501) «Прикладная математика и информатика», 061800 (080116) «Мат. методы в экономике» / А. А. Назаров, А. Ф. Терпугов. — Томск : Изд-во науч.-техн. лит., 2004 (Асино : ОАО Изд-во Асиновское). — 225, [1] с. : ил.; 21 см. — (Учебники Томского университета/ М-во образования и науки Рос. Федерации, Том. гос. ун-т).; ISBN 5-89503-233-8
- Теория вероятностей : учебное пособие / В. И. Степанов, А. Ф. Терпугов ; Алтайский экономико-юридический ин-т. — Барнаул : Изд-во Алтайского гос. ун-та, 2009. — 147, [1] с. : ил.; 21 см; ISBN 978-5-7904-0988-2
- Теория вероятностей и случайных процессов : Учеб. пособие / Л. Е. Радюк, А. Ф. Терпугов; Томский гос. ун-т им. В. В. Куйбышева. — Томск : Изд-во Том. ун-та, 1988. — 174 с. : ил.; 21 см.
- Оптимизация розничной продажи скоропортящейся продукции / Е. В. Новицкая, А. Ф. Терпугов ; Фил. Кемеров. гос. ун-та в г. Анжеро-Судженске. — Томск : Изд-во Том. ун-та, 2004 (Тип. Иван Федоров). — 93 с. : ил.; 20 см; ISBN 5-7511-1857-X

Среди учеников — около 50 кандидатов физико-математических наук, 8 из них стали докторами физико-математических наук (В. А. Шапцев, Ф. А. Шапиро, Е. И. Альбрехт, М. Л. Прегер, В. А. Толстунов, К. И. Лившиц, А. А. Назаров, О. А. Змеев). Являлся основателем научной школы в области прикладного вероятностного анализа.
Заслуженный деятель науки РФ (1999). Почётный работник высшего профессионального образования РФ. Награждён медалью «За трудовое отличие» (1981).
Умер в Томске 7 ноября 2009 года.